# Diamant (coet)
El coet Diamant va ser el primer coet exclusivament francès capaç de posar en òrbita  satèl·lits, i al mateix temps el primer coet espacial no construït pels Estats Units o l'URSS.

## Història

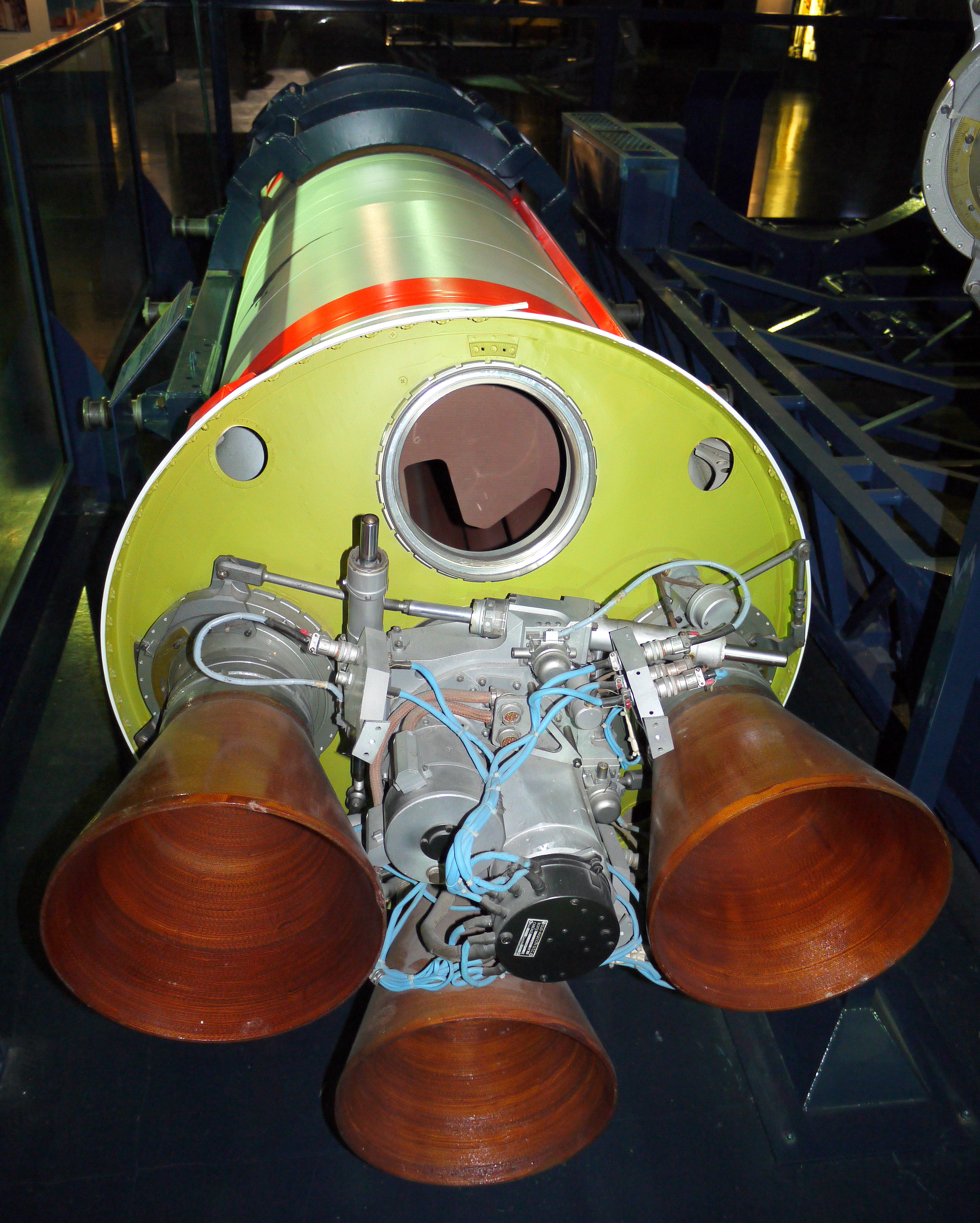
Motors del Diamant A.

El coet Diamant deriva del programa militar anomenat "Pedres precioses" (Pierres précieuses) que va incloure cinc prototips: Agathe,Topaze,Emeraude,Rubis i Saphir.
El 26 de novembre de 1965, el coet Diamant va posar en òrbita el primer satèl·lit francès,  Astèrix A1 de 39 kg, des de la base francesa a Algèria de Hammaguir, es tractava del model Diamant A.
Va realitzar 12 vols des de 1965 a 1975, els tres primers llançats des de sòl algerià i els següents des del centre espacial de Kourou, a la Guaiana Francesa.

## Característiques
El coet mesurava 18 m d'alt i pesava 18 tones.
Tres versions successives van ser construïdes pel CNES: Diamant A, Diamant B i Diamant BP4. Totes tenien tres etapes, i capacitat per satel·litzar una càrrega útil de 150 kg, en òrbites de 200 km. La tecnologia de l'etapa superior del Diamant BP4 va ser usada en el fallit  coet Europa II desenvolupat per l'ELDO a principis de la dècada de 1970.
Malgrat l'èxit del coet Diamant, França va passar a concentrar-se en el programa del coet europeu Ariane.

## Llançaments

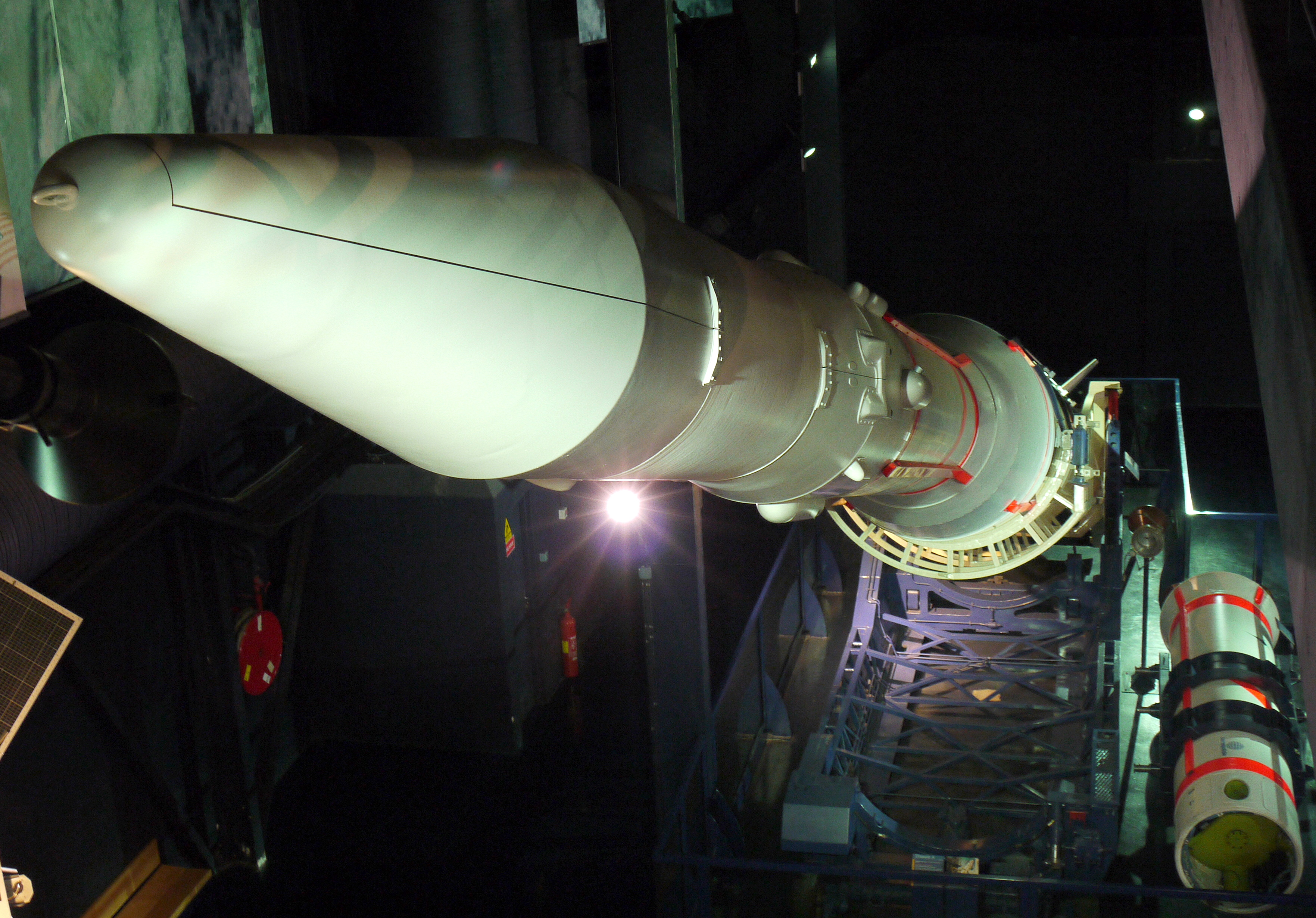
Detall de la còfia del Diamant A.

| Data                   | Model       | Base de llançament      | Satèl·lit                   | Comentaris |
| ---------------------- | ----------- | ----------------------- | --------------------------- | ---------- |
| 26 de novembre de 1965 | Diamant A   | Hammaguir               | Astèrix                     |            |
| 17 de febrer de 1966   | Diamant A   | Hammaguir               | Diapason                    |            |
| 8 de febrer de 1967    | Diamant A   | Hammaguir               | Diadème 1                   | Fallit     |
| 15 de febrer de 1967   | Diamant A   | Hammaguir               | Diadème 2                   |            |
| 10 de març de 1970     | Diamant B   | Port espacial de Kourou | WIKA & MIKA                 |            |
| 12 de desembre de 1970 | Diamant B   | Port espacial de Kourou | Péole                       |            |
| 15 d'abril de 1971     | Diamant B   | Kourou                  | Tournesol                   |            |
| 5 de desembre de 1971  | Diamant B   | Kourou                  | Polaire                     | Fallit     |
| 22 de maig de 1973     | Diamant B   | Kourou                  | Castor & Pollux             | Fallit     |
| 6 de febrer de 1975    | Diamant BP4 | Kourou                  | Starlette                   |            |
| 17 de maig de 1975     | Diamant BP4 | Kourou                  | Castor & Pollux (2n intent) |            |
| 27 de setembre de 1975 | Diamant BP4 | Kourou                  | Aura                        |            |